# Левчук, Николай Антонович
Никола́й Анто́нович Левчу́к (род. 25 августа 1939, Владимирец) — украинский архитектор, член Национального союза архитекторов Украины, действительный член Академии архитектуры Украины, член комитета по Государственным премиям Украины в области архитектуры, народный архитектор Украины (2009).

## Биография
Родился в 1939 году во Владимирце. В 1961—1967 годах учился на архитектурном факультете Киевского инженерно-строительного института. В 1967—1971 годах работал архитектором в проектном институте Молгипрострой в Кишинёве. С 1971 года работал по специальности в проектном институте «Киевпроект», с 1978 года возглавлял творческие коллективы архитектурно-планировочных мастерских № 1 и № 4. С 1990 года — руководитель персональной творческой архитектурной мастерской «Н. Левчук».

## Творчество
Автор более 100 проектов общественных зданий, жилых домов и комплексов. Основные работы:
- Расширение международного сектора аэропорта «Борисполь» (1975).
- Жилой массив Теремки-2 в Киеве.
- Гостиница «Турист» в Киеве (1978)
- Магазин-оранжерея «Цветы Украины» по улице Сечевых Стрельцов в Киеве (1979)
- Станция метро «Площадь Льва Толстого» в Киеве (1981)
- Административные здания в Левобережном центре Киева (1985)
- Патриарший собор Воскресения Христова в Киеве (2000)

## Награды
Награждён орденом «Знак Почёта» (1981),  медалями «В память 1500-летия Киева» (1982) и «Ветеран труда» (1986). Заслуженный архитектор Украины (1997), народный архитектор Украины (2009).

## Изображения

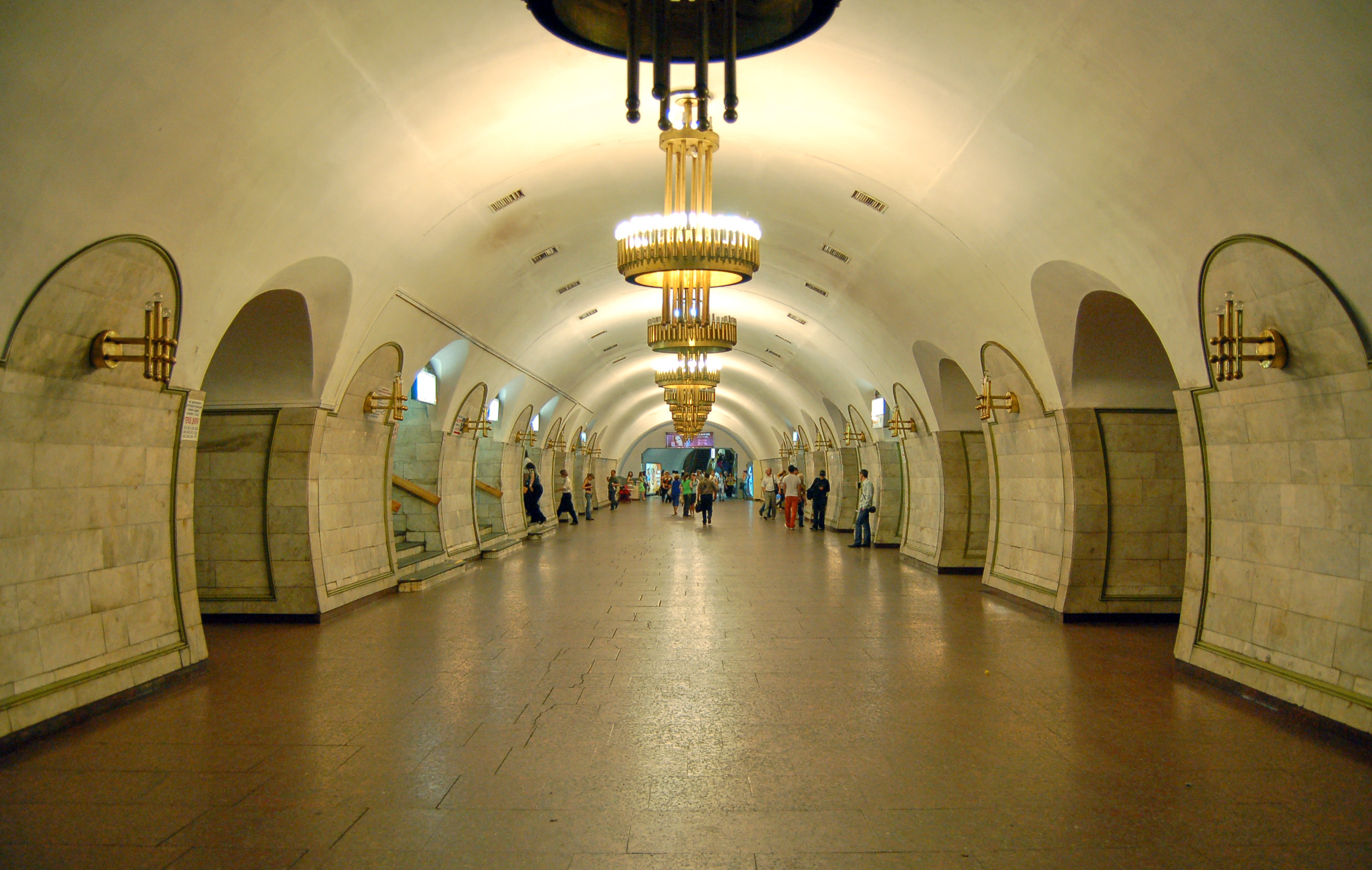
Станция метро «Площадь Льва Толстого»